# El portero
El portero is een Spaanse film uit 2000, geregisseerd door Gonzalo Suárez.

## Verhaal
Ramiro Forteza, een voormalig keeper in de Spaanse Premier League, wordt door de gevolgen van de burgeroorlog en de moeilijke naoorlogse periode gedwongen om de kost te verdienen door op het platteland de lokale bevolking uit te dagen om hem te verslaan met penalty's. Zijn leven verandert wanneer hij op een nacht aankomt in een Asturisch dorp en Manuela ontmoet. Hij besluit om een tijdje in het plaatsje te blijven.

## Rolverdeling
| Acteur           | Personage        |
| ---------------- | ---------------- |
| Carmelo Gómez    | Ramiro Forteza   |
| Maribel Verdú    | Manuela          |
| Antonio Resines  | Sargento Andrade |
| Roberto Álvarez  | Don Constantino  |
| Eduard Fernández | Nardo            |
| Elvira Mínguez   | Úrsula           |

## Ontvangst

### Prijzen en nominaties
Een selectie:
| Jaar | Evenement                      | Categorie              | Genomineerde                   | Resultaat   |
| ---- | ------------------------------ | ---------------------- | ------------------------------ | ----------- |
| 2001 | Premios Goya (15de uitreiking) | Beste acteur           | Carmelo Gómez                  | Genomineerd |
| 2001 | Premios Goya (15de uitreiking) | Beste bewerkt scenario | Manuel Hidalgo, Gonzalo Suárez | Genomineerd |